# ズデニェク・ポスペフ
ズデニェク・ポスペフ（Zdeněk Pospěch、1978年12月14日 - ）は、チェコ (旧チェコスロバキア)・オパヴァ出身の元同国代表サッカー選手。現役時代のポジションはDF。

## クラブ経歴
1998年、SFCオパヴァでプロデビューするが、トップチーム定着は叶わず、国内下部リーグのクラブをレンタルで転々としていた。2001年に移籍したFCバニーク・オストラヴァにて才能を開花させ、2005年にはACスパルタ・プラハへのステップアップに成功する。2008年1月、FCコペンハーゲンに移籍し、3シーズンをレギュラーとして戦い、デンマーク・スーペルリーガの3連覇に貢献した。
2011年2月28日、コペンハーゲンでの活躍が買われて1.FSVマインツ05に2年契約を移籍した。マインツでも3シーズンでリーグ戦82試合に出場するなど、右サイドバックのファーストチョイスとしてプレーしたが、家族をチェコに住まわせたい理由もあって2014年に契約満了でクラブを退団。2017年に現役を引退するまで母国の古巣SFCオパヴァでキャリアを送った。

## 代表経歴
2005年8月17日、スウェーデン代表との親善試合でチェコ代表での初キャップを刻むと、2006 FIFAワールドカップ終了後から継続してチェコ代表に招集されるようになった。UEFA EURO 2008では本大会の登録メンバーに選出され、自身初のメジャー大会となったが、第1戦のスイス代表戦の前に発熱したため、試合の登録メンバーから外れ、その後の試合も出場機会はなく、チームはグループステージ敗退で大会を後にした。以降は、チェコ代表が地域予選を突破することが出来なくなり、ポスペフ自身は継続して試合に出場したが、メジャー大会への挑戦は叶わなかった。